# Тарт фламбе

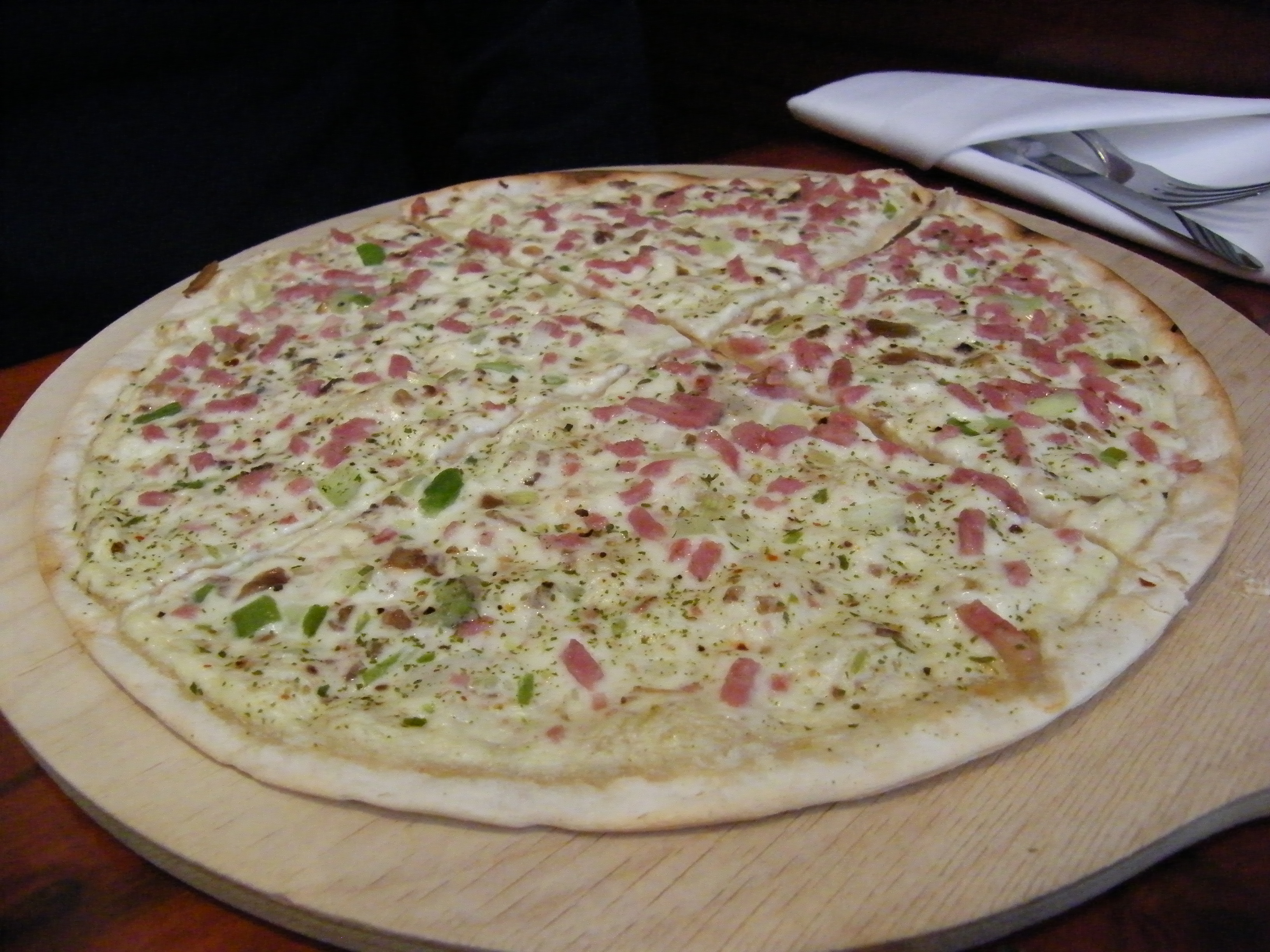
Тарт фламбе

Тарт фламбе́ (эльз. Flammekueche, нем. Flammkuchen, фр. tarte flambée, букв. «пылающий пирог») — блюдо эльзасской, а также южнонемецкой (алеманнской) кухни, представляющее собой плоский открытый пирог, похожий на пиццу. Традиционная начинка тарт фламбе — белый сыр (похожий на мягкий творог) или крем-фреш, лук и кусочки сала или бекона, однако сейчас эльзасские и южнонемецкие рестораны предлагают тарт фламбе с самой разной начинкой, например, с курицей, рыбой, с морепродуктами, а также сладкие тарт фламбе (фламмкухен, дюннеле, диннетте) с фруктами.
Название блюда может ввести в заблуждение, поскольку во французской кухне словом «фламбе» (фр. flambé) называют блюда, подвергнутые фламбированию, то есть политые крепким алкогольным напитком и подожженные. Но тарт фламбе (за исключением некоторых сладких вариантов) не фламбируется, слово «пылающий» здесь означает, что он приготовлен на открытом огне, «в языках пламени».

## История
Блюдо происходит из крестьянской кухни. В эльзасских деревнях хлеб выпекали довольно редко, иногда раз в две или три недели, так что процедура превращалась в небольшой семейный праздник. Только что протопленная печь слишком горяча для выпечки хлеба, однако в ней можно быстро, за одну-две минуты приготовить тонкую лепешку из теста. Догорающие дрова разгребали по обе стороны устья печи, в середину клали лепешку, покрытую сыром или сметаной, кусочками сала и лука. Через несколько минут тарт фламбе вынимали, выкладывали на деревянную доску и разрезали на куски. Собравшиеся вокруг хозяина дома члены семьи (а иногда и все работники фермы) получали свой кусок, который брали пальцами, складывали или сворачивали и ели. Эльзасцы и сейчас едят это блюдо руками.
В отличие от других блюд эльзасской кухни тарт фламбе почти не подавался в городских ресторанах вплоть до 1960-х годов. Лишь мода на пиццерии вызвала интерес к этому традиционному блюду.
В последнее время ситуация существенно изменилась. Почти каждый ресторан эльзасской кухни предлагает несколько разновидностей тарт фламбе. На стенах страсбургских ресторанов можно увидеть специальные таблички, информирующие, что в них подают тарт фламбе. Иногда рестораторы считают нужным указать, что блюдо приготовлено традиционным образом, на дровах (фр. cuite au feu de bois). Появились даже сети ресторанов, специализирующихся на тарт фламбе, например «Flam’s», имеющий отделения в Париже, Гренобле, Лилле, Лионе.

## Виды
- Обычный тарт фламбе (Тарт фламбе норма́ль; фр. Normale) включает в качестве начинки белый сыр или сметану, лук и кусочки сала или бекона (иногда другие кусочки свинины).
- Гратинированный тарт фламбе; (Тарт фламбе гратине́ фр. Gratinée) содержит, помимо белого, обычный сыр, часто швейцарский — например, грюйер. Из-за этого блюдо запекается сверху, подобно пицце.
- Лесной тарт фламбе (Тарт фламбе форестье́р; фр. Forestière) включает грибы.
- Северный тарт фламбе (Тарт фламбе норди́к; фр. Nordique) готовится с кусочками сёмги вместо свинины.
- Вегетарианский тарт фламбе (Тарт фламбе вежетарье́н; фр. Végétarienne) готовят без мяса. Посетитель также может попросить сделать вегетарианский вариант любого тарт фламбе, например, гратинированного.
- Сладкий тарт фламбе (Тарт фламбе сюкре́; фр. Sucrée) — это десертное блюдо с различными фруктами, чаще всего с яблоками. Иногда в центр готового блюда кладут шарик мороженого. Сладкие тарт фламбе могут быть также сбрызнуты крепким напитком (кальвадосом или ромом) и фламбированы. Добавка алкоголя может быть прописана в меню отдельным пунктом.

Существуют различные комбинации этих блюд, например, «Tarte flambée végétarienne forestière gratinée» (фр.) — это тарт фламбе без мяса, с грибами и сыром. Другие виды тарт фламбе могут называться по компоненту начинки, например, Munster (фр.) — с местным сыром Мюнстер, Ail et fines herbes (фр.) — с чесноком и ароматными травами, Chèvre (фр.) — с козьим сыром (а не с козьим мясом, как может показаться из названия: фр. Chèvre — «коза»).

## Сервировка
Тарт фламбе сервируется на деревянной разделочной доске. В традиционных ресторанах, при обслуживании компании посетителей, в центр стола ставится только один из заказанных тарт фламбе, а другие приносятся по мере еды, чтобы они не остывали. Если обслуживается один посетитель или посетители заказали разные виды блюда, каждому приносится своя доска с тарт фламбе. В этом случае удобно есть блюдо не с тарелки, а прямо с доски.
Многие рестораны предлагают за определённую плату с посетителя неограниченное количество тарт фламбе. Официант будет приносить новые порции до тех пор, пока его не остановят.
Поскольку тарт фламбе готовят на открытом огне, при высокой температуре (до 350 °C) края лепешки могут подгореть. Это не является недостатком блюда, а наоборот, свидетельствует о традиционном способе приготовления.
В ряде ресторанов тарт фламбе готовят только вечером. Подают к нему белое эльзасское вино или пиво, реже баденское красное вино.